# Silvia Rivera Cusicanqui
Silvia Rivera Cusicanqui (La Paz, 9 de dezembro de 1949) é uma intelectual (socióloga e historiadora) e ativista boliviana de origem aimará, referência no campo de pensamento decolonial. Pesquisa a história das rebeliões anticoloniais indígenas, desde a liderada por Túpac Katari no século 18, até suas renovações contemporâneas, como no Katarismo das décadas de 1970-80. Estudou as apropriações indígenas e mestiças dos Anarquistas Andinos, e o cruzamento de epistêmes, linguas e práticas ocidentais e indígenas que aconteceram nessas organizações do início do século XX. 
A partir das cosmologias Aimará e Quechua, Cusicanqui articula uma diversidade de propostas descolonizadoras das idéias, práticas e gestos políticos e intelectuais. Como também desenvolve radicais críticas às correntes pós-coloniais, multiculturalistas e ao cânone em formação em torno da descolonialidade. Silvia Rivera tem como referência as obras de Waman Puma, René Zavaleta, Pablo González Casanova, Frantz Fanon, Gayatri Chakravorty Spivak e Fausto Reinaga, para citar alguns. É autora de dezenas de publicações, entre livros e artigos, escrito nas línguas espanhola, quechua e aymara.
Cusicanqui foi fundadora da Oficina de História Oral Andina (em espanhol, Taller de Historia Oral Andina - THOA) e do Colectivx Ch'ixi.  Enquanto militante, atuou nos movimentos sociais indígenas na Bolivia, como o katarismo e os cocaleros.
Professora emérita da Universidad Mayor de San Andrés, de onde recebeu um Doutorado Honoris Causa em 2018. Também foi professora visitante nas Universidades de Columbia, nos Estados Unidos e na Simón Bolívar, no Equador. Além disso, recebeu a Bolsa Guggenheim, em 1993.

## Trajetória
Rivera licenciou-se em Sociologia pela Universidade Maior de San Andrés em 1976 e obteve o título de mestre em Ciências Sociais pela Pontifícia Universidade Católica do Peru em 1979.
Silvia Rivera Cusicanqui fundou e coordenou a Oficina de História Oral Andina, uma comunidade cultural e política, em 13 de novembro de 1983. Em seu início, a oficina agregou um grupo de estudantes do curso de sociologia da Universidade Maior de San Andrés, de maioria aimará. Teve como objetivo estudar e investigar a participação indígena nas revoltas da época colonial. Privilegiou a tradição oral e as entrevistas como fontes de informação, com a intenção de aplicar metodologias descolonizadoras.
Silvia Rivera Cusicanqui teve um passado muito vinculado aos movimentos kataristas, cocaleiros e libertários da Bolívia. Na década de 2010, trabalhou no espaço político e cultural El Tambo, em La Paz, onde organizou cursos, atividades, festas e apresentações, unindo os saberes teóricos com o trabalho manual. Lá realizou, por vários anos, a oficina de "Sociologia da Imagem", um espaço de formação para descolonizar os olhares. Silvia entende a imagem como “narrativa, como sintaxe entre imagem e texto, e como modo de contar e comunicar o vivido”.

## Crítica dos discursos pós-coloniais
Silvia Rivera Cusicanqui assume uma postura crítica em relação ao cânone em formação dos campos de estudos pós-coloniais, multiculturalistas e ao pensamento decolonial formulado pelas principais figuras do Grupo modernidad/colonialidad. Com ênfase na interação entre esses discursos acadêmicos e as formulações estratégicas das elites, Estados e Impérios na fase atual do capitalismo e das formas de governo, que buscam frequentemente se investir de um multiculturalismo oficial, ou um multiculturalismo ornamental e simbólico. Esse antagonismo é assumido também em relação ao Estado Plurinacional da Bolívia, que segundo Cusicanqui embarcou em um "espetáculo pluri-multi", dedicada à garantir a continuidade do exercício de poder das elites através de um reconhecimento recortado, condicionado e relutante dos direitos indígenas. O que denominou também uma 'cidadania recortada e de segunda classe'.

"Desde tempos coloniais se deram processos de luta anticolonial; em troca, o decolonial é uma moda muito recente que, de algum modo, usufrui e reinterpreta esses processos de luta, mas creio que os despolitiza, posto que o decolonial é um estado ou uma situação mas não é uma atividade, não implica uma agência, nem uma participação consciente. Levo a luta anticolonial à prática nos fatos, de algum modo, deslegitimando todas as formas de coisificação e do uso ornamental do indígena que faz o Estado. Tudo isso são processos de colonização simbólica" 

Cusicanqui chama as universidade do norte global de triângulos sem base, que atam as universidade do sul e seus intelectuais em redes clientelistas, em que se valem de seu presuposto de legitimidade e poder na estrutura assimétrica do conhecimento acadêmico (ainda mais agravado na decadência atual da universidade pública latinoamericana) para "(...) criar um novo cânone acadêmico, utilizando um mundo de referências e contrareferências que estabelece hierarquias e adota gurus (...)" - entre esses Silvia Rivera localiza Mignolo, Dussel, Walsh e Sanjinés (intelectuais norte-centrados). Essa hierarquia é responsável de se apropriar das contribuições teóricas de intelectuais indígenas e mestiços com pouco ou nenhum reconhecimento e com pouco ou nenhum diálogo horizontal com esse contexto intelectual subalterno em seu desenvolvimento - assim ela acusa Mignolo de se apropriar prematura e ingenuamente das perspectivas que orientaram o trabalho inicial da Oficina de História Oral Andina sem se responsabilizar com os desenvolvimentos críticos e autocríticos da Oficina sobre o estudo da história oral, algo que se repete na relação com os movimentos políticos do Sul. Da mesma maneira Cusicanqui critica o fetichismo dos conceitos implicito na atuação desses intelectuais, que formularam tardiamente noções como 'colonialidade', que em sua essência já haviam sido pensados décadas antes sob outras denominações, como 'colonialismo interno', que por sua vez passam ao esquecimento, bem como seus autores (Pablo González Casanova) dado a estrutura hierárquica das referências - o que isso produz segundo Silvia Rivera é um apego estéril à repetição nominal desse cânone centrado no norte, e a marginalização dessas contribuições intelectuais indígenas e mestiças (como Fausto Reinaga) em favor dos intelectuais contemporâneos centrados nas universidades do norte e dedicados à satisfação da imaginação colonial sobrevivente nesses ambientes universitários sob a forma do multiculturalismo e exotismo. 

As ideias viajam, como rios, do sul para o norte, e se convertem em afluentes de grandes correntes de pensamento. Porém, como no mercado mundial de bens materiais, as ideias também saem do país convertidas em matérias primas, que retornam regurgitadas e em grande mistura sob a forma de produtos terminados.

Para a autora esse multiculturalismo tem o defeito de ser um 'discurso da alteridade profundamente despolitizado', que tende à conceber de maneira essencialista e historicista os povos subalternos, impondo à esses o reconhecimento apenas sob a condição de uma teatralização da identidade que implica a redução dos indígenas às modos puros atemporais e territórios fragmentados e impotentes, negando continuamente a contemporaneidade do indígena, ou melhor, sua capacidade de constituir uma contemporaneidade inclusiva a partir das múltiplas temporalidades, ancestralidades e epistêmes que atravessm o tecido social andino - algo que Silvia Rivera Cusicanqui continuamente elabora e defende sob o nome de Ch'ixi. O multiculturalismo é para a autora um neutralizador das verdadeiras práticas decoloniais, concebendo simplesmente o acomodamento dessas fragmentadas (portanto impotentes) 'identidades' em um mundo de hegemonia inquestionável. Esses triângulos sem base estão à distância de qualquer acontecimento das massas subalternas, engajados apenas em um extrativismo simbólico que serve às estratégias de captura e recolonização dos Estados e capitalismo. Cusicanqui propõem analisar a 'economia política' do conhecimento, antes da 'geopolítica do conhecimento' proposta por Mignolo, tarefa que recebeu pouca atenção concreta - essa economia política envolveria "(...) desencobrir as estratégias econômicas e os mecanismos materiais que operam por detrás dos discursos.". O que significaria ver que:

O discurso pós-colonial na América do Norte não é só uma economia de ideias, também é uma economia de salários, comodidades, privilégios, assim como uma certificadora de valores, através da concessão de títulos, becas, mestrados, convites a docência e oportunidades de publicação.

## Trabalhos publicados

### Livros
- (1986) Oprimidos pero no vencidos: Luchas del campesinado aymara y qhechwa de Bolivia, 1900-1980. Geneva: UNRISD.[23]
- (1987)The politics and ideology of the Colombian peasant movement: The case of ANUC (National Association of Peasant Smallholders). United Nations Research Institute for Social Development.[24]
- (2002) Bircholas: trabajo de mujeres: explotación capitalista o opresión colonial entre las migrantes aymaras de La Paz y El Alto. 2ª edición de Editorial Mama Huaco.[25]
- (2003) Las fronteras de la coca: epistemologías coloniales y circuitos alternativos de la hoja de coca: el caso de la frontera boliviano-argentina. Editor IDIS.[26]
- (2008) Pueblos originarios y estado. Vol. 2 de Gestión pública intercultural, Gestión pública intercultural. Azul Editores, 82 pp. ISBN 9990598827, ISBN 9789990598827
- (2010) Sociología de la imagen: miradas ch'ixi desde la historia andina. Editor Tinta Limón, 350 pp. ISBN 9873687106, ISBN 9789873687105
- (2010) Ch’ixinakax utxiwa. Una reflexión sobre prácticas y discursos descolonizadores. Buenos Aires: Tinta Limón. Pinturas. ISBN 978-987-25185-4-7
- (2012) Violencia (re)encubiertas en Bolivia. Editor La Mirada Salvaje ISBN 9962052998, ISBN 9789962052999
- (2015) Mito y desarrollo en Bolivia: el giro colonial del gobierno del MAS. La Paz: Piedra Rota ISBN 9995416271, ISBN 9789995416270
- (2018) Un mundo ch'ixi es posible. Ensayos desde un presente en crisis. Buenos Aires: Tinta Limón, 2018. ISBN 9789873687365
- (2019) Repensar el anarquismo en América Latina: Historias, epistemes, luchas y otras formas de organización. 115 Legion. ISBN 9781948501088

### Organização e co-autorias
- (1988) Los artesanos libertarios y la ética del trabajo. La Paz: Taller de Historia Oral Andina. (com Zulema Lehm Ardaya & Víctor Hugo Ricaldi) 1990

- (1990) "La Mujer andina en la historia". Cuadernos de formación, n. 2. Univ. Mayor de San Andrés; Taller de Historia Oral Andina; Ediciones del Thoa. (com Zulema Lehm)
- (1992) Ayllus y proyectos de desarrollo en el Norte de Potosí. Serie ¿Cuál desarrollo?. Colaboró Univ. Mayor de San Andrés. Taller de Historia Oral Andina. Editor Aruwiyiri. (com Ramón Conde e Felipe Santos)

### Tradução
- Sinclair Thomson. Cuando sólo reinases los indios. La política aymara en la era de la insurgencia. La Paz. Muela del Diablo. 2006. ISBN 9990540489

## Filmografia
- Ana Cacopardo (2018). Historias debidas VIII: Silvia Rivera Cusicanqui. Canal Encuentro. - Entrevista com Cusicanqui.